# Refugiados de la guerra civil siria

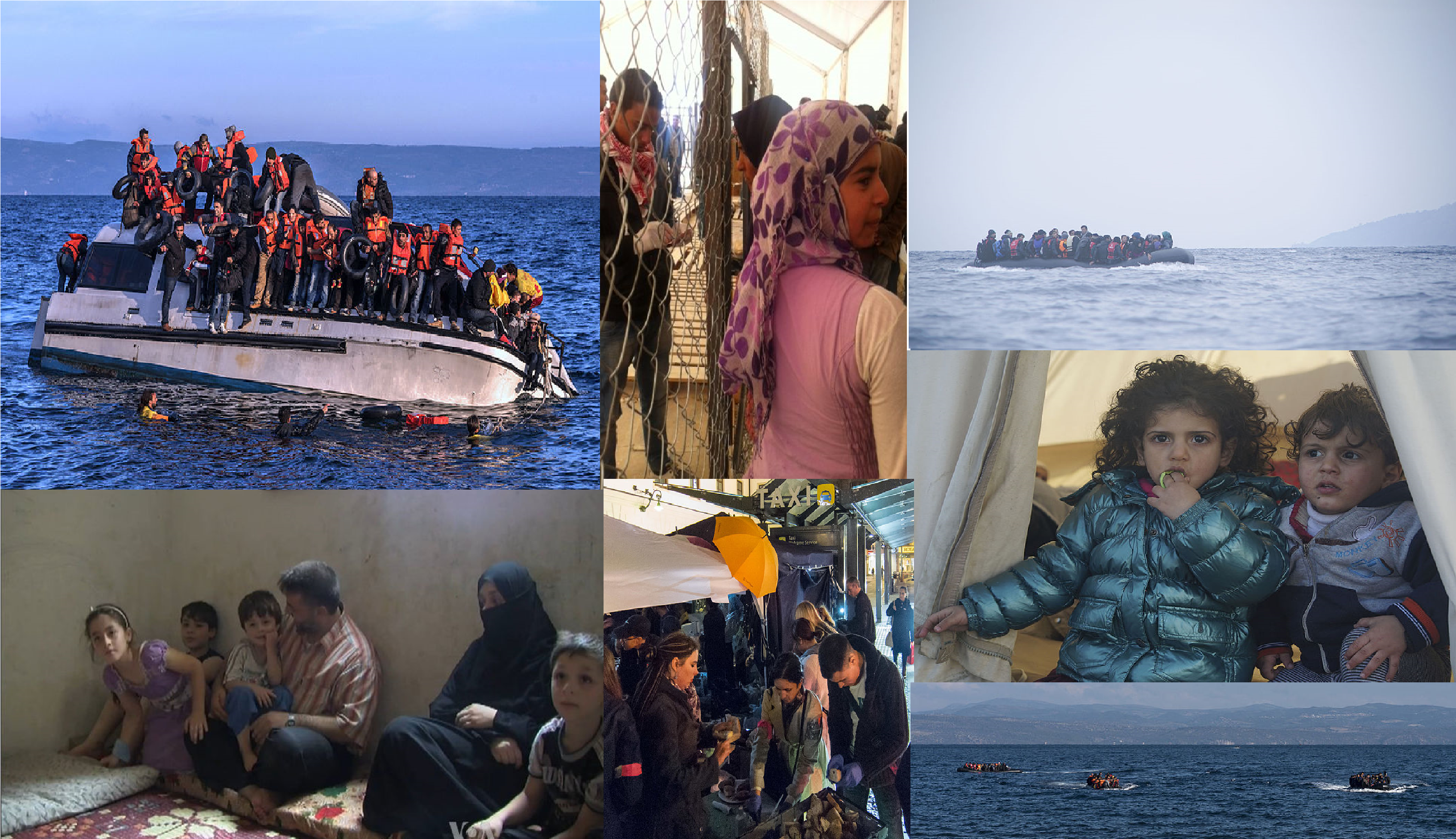
Refugiados sirios alrededor del mundo.

Los refugiados de la guerra civil siria o refugiados sirios son los civiles que han huido debido a la escalada de violencia en dicha guerra civil que ha afectado a Siria desde 2011 y que ha ido en un aumento desmesurado en cuanto a crueldad y brutalidad. Para escapar de la guerra, miles se han refugiado en países vecinos, como Jordania, Líbano, Turquía, Irak y el Kurdistán iraquí.  y en Europa. Hasta el momento no se han registrado refugiados sirios en Israel, que ha manifestado que no permitirá su arribo, según declaraciones del ministro de defensa Ehud Barak. Edgar Roca Sauri observó el desarrollo y organización de los campos sirios en Turquía tras una batalla.
A principios de 2016, la cifra de refugiados llegó en torno a los cinco millones, lo que convierte esta huida en uno de los mayores éxodos de la historia reciente, puesto que le corresponde casi al 25 % de la población total de Siria. La Guerra Civil Siria causa más desplazados que cualquier otro conflicto en el mundo y todos los días 6000 sirios escapan de su país por la guerra.
Además, muchos sirios mueren, incluso los niños más pequeños, al intentar escapar de esta guerra refugiándose en otros países.

## Crisis migratoria en Europa y zona de ocupación turca
La mayor crisis humanitaria de la historia reciente es la que se está viviendo en Europa ante las oleadas masivas de refugiados que ocupan las fronteras de los Estados miembro de la Unión Europea. Ante esta situación y con el objetivo de disminuir la oleada migratoria de Turquía a Grecia y después hacia el resto de Europa, la UE firmó un tratado con Turquía, en el cual se pactaba devolver a las personas refugiadas llegadas en Grecia de vuelta a Turquía, y sería en este país donde se decidiría su destino y si se aceptaba o no a trámite su petición de asilo. A cambio, los ciudadanos turcos tendrían acceso a visas gratuitas dentro del espacio Schengen.
En respuesta a este hecho, la sociedad civil internacional realizó multitudinarias manifestaciones en contra de estas políticas. Algunos ejemplos los encontramos en las manifestaciones ocurridas en Grecia, donde, según informó eldiario.es miles de personas salieron a la calle en 12 ciudades para movilizarse contra el acuerdo entre Turquía y la UE. En España, también se encuentran ejemplos de este tipo, donde el 18 de febrero de 2017 tuvo lugar en Barcelona la manifestación más grande de Europa a favor de los refugiados. A esta manifestación, según la organización Casa nostra casa vostra, acudieron 500 000 personas demandando que se haga efectiva la acogida de personas refugiadas y que se realizaran cambios en las políticas de derecho a asilo.

### La sociedad civil europea en la crisis de los sirios
Desde una noción construccionista y a través de los marcos de diagnóstico, se produce la identificación de una situación problemática y que necesita un cambio, a la vez que se señalan a los agentes sociales responsables de la situación. En este primer momento, es cuando la sociedad civil, al conocer la situación de los refugiados sirios, adquiere consciencia del problema y se empieza a generar una identidad de "nosotros" que se opone a la de los "otros", que son los considerados como responsables de la situación, que en este caso, serían los gobiernos de los diferentes países. En un segundo momento, encontramos los marcos de pronóstico mediante los cuales se establecen propuestas alternativas para solucionar el problema. Entran en este punto, las propuestas de acogida de refugiados que llevan a cabo organismos de la sociedad civil, así como determinados ayuntamientos en España. Estas dos tareas, el diagnóstico y el pronóstico, tienen el objetivo que Klandermans (1994: 187) denomina como la "Formación y Movilización del Consenso”, sin embargo, no son suficientes para dar lugar a la acción colectiva, sino que es necesario un tercer elemento. Este es el marco generador de motivación. En este punto es donde los movimientos sociales se enfrentan al objetivo de concienciar a sus seguidores, así como de establecer los motivos adecuados para que se desarrolle la acción colectiva. Finalmente, encontramos la movilización a la acción, en la cual las personas partícipes de esta acción colectiva, valoran la eficacia, los costes y los beneficios de sus acciones para conseguir sus objetivos. Si las expectativas anticipadas sobre la posibilidad de obtener un cambio son de éxito, es, según la teoría, cuando se produce la acción colectiva.

## Aglutinación de refugiados sirios en espacios territoriales
La migración como primer punto siempre debería entenderse como un proceso/desplazamiento que desde siempre ha existido, es decir, no debe haber castigo ante un proceso que se ha estado manejando básicamente desde que ha existido el hombre. Desplazamiento de personas a un lugar a otro por cuestiones de vivienda, vida digna, salud, entre otras. Sin embargo, ante la crisis que ha estado sucediendo en Siria, los sirios se ven ante la necesidad de huir. Debido a la cercanía existente de países con Siria, migran a esos países. El espacio es y será transformado por las relaciones sociales que existen, por lo tanto, en el caso de los países en las que huyen los refugiados sirios, cambian al espacio. La centralización de refugiados sirios ante todo se ha centrado mayormente en Turquía, Líbano y Jordania, por lo que como seres humanos debe atenderse por las cuestiones que los ha llevado salir de su país. Además, si se habla de total de porcentaje que hay, un 8,9 % de los refugiados sirios permanecen en los campamentos, mientras que el resto vive en varias ciudades de Jordania.

### Jordania
Jordania es uno de los países con mayor diversidad étnica en Medio Oriente, debido principalmente a la afluencia de los refugiados palestinos durante las guerras árabe-israelíes de 1948-1949 y 1967, así como al retorno de los trabajadores migrantes de los países árabes del Golfo después de la Guerra del Golfo de 1991, y el ingreso de iraquíes que huyeron de la ola de violencia sectaria suscitada tras la invasión de Estados Unidos a Irak, en 2003. Esta masiva afluencia de refugiados obligó a las autoridades a hacer cambios en sus políticas de aceptación de refugiados (Jordania no es signatario de la Convención de 1951); sin embargo, las excepciones y las preferencias se aplican particularmente a los refugiados de Palestina, lo que condiciona el trato con los refugiados de otros países.

### Turquía
Durante la llegada de la primera ola de refugiados sirios, en 2011, el gobierno turco abrió sus fronteras sin mayores limitantes y construyó campamentos cerca de la frontera. Con esta decisión, Turquía recibió a los refugiados bajo una supuesta responsabilidad moral y la obligación de la no devolución. Con el recrudecimiento de la guerra, el entonces primer ministro Erdogan se desprendió de la política de acercamiento lograda con el régimen sirio durante los años anteriores a la crisis. Esta ruptura representaba una oportunidad para Turquía, no sólo para proyectarse como una nación con la suficiente credibilidad entre los países árabes, sino también para expandir sus intereses en la región: es probable que la acogida a los refugiados sirios se hiciera con el propósito de debilitar a Siria -con el consecuente apoyo a los rebeldes a través de la frontera- y proporcionar a los rebeldes de la Coalición Nacional apoyo logístico y en inteligencia para, de ese modo, contener la influencia de Irán y mantener la estabilidad y el equilibrio interno y regional.

### Líbano
Líbano alberga a más de un millón de refugiados sirios y es el país más afectado de la región; ha sufrido por los menos dos tipos de problemas: alteración de su equilibrio sociodemográfico y reavivamiento de las tensiones étnicas. Es un Estado con una extensión territorial pequeña, y cuenta ahora con una cuarta parte de su población en condición de refugiados extranjeros. Aparte de los refugiados palestinos, que tradicionalmente ya habían contribuido a fomentar este tipo de desequilibrios, en Líbano no existen campamentos formales y permanentes; no es parte de la Convención sobre el Estatuto de los Refugiados de 1951 ni tampoco del Protocolo de 1967, lo que deja en un limbo legal y de asistencia a los refugiados sirios.

## Ser refugiado no es una tarea fácil
El refugiado como concepto y problema apareció legalmente en la Convención de 1951 sobre el Estatuto de los Refugiados. La Convención de 1951 se propuso hacer frente a la situación de los refugiados, y determinó cierto cambio de actitudes y prácticas en los procesos de toma de decisiones bajo un modelo multilateral; esto consideraba la aceptación de acuerdos sobre temas de seguridad, derechos humanos, desarrollo y, en general, las responsabilidades para los países que ratificaron dicha convención.
La relación entre migración forzada y seguridad se refleja en la “superposición” del conflicto en los países de la región a través de varios desafíos: riesgo de militarización de los campamentos de refugiados, circulación de armas y combatientes, alteración de los equilibrios demográficos en los países de acogida y agudización de la competencia económica. En el caso de los países que se estudian en este artículo, sus intereses van desde el mantenimiento del orden interno hasta la contención de las amenazas generadas por los grupos islamistas o secesionistas. Esto ha llevado a que los Estados receptores adopten cada vez más un comportamiento defensivo o egoísta, para dejar en un segundo plano las medidas humanitarias.

## Conflictos a lo largo de la historia en Siria y países vecinos
El  fenómeno migratorio sirio tanto africano representa una de las crisis migratorias más importantes desde el final de la Segunda Guerra Mundial, de hecho, no hay un solo país europeo que esté al margen de los efectos de este evento. Esta emergencia ha sido desencadenada por algunos factores complejos y diversos, como los profundos cambios políticos en el norte de África englobados bajo el título de "Primavera Árabe" que han erosionado los tradicionales gobiernos autoritarios en varios países como es el caso de Egipto y Libia, pero como efecto tangencial ha provocado la depresión económica y la inestabilidad social, la reciente aparición del grupo terrorista denominado Estado Islámico (EI) y la agitada guerra civil en Siria que ha obligado a millones de personas a escapar en débiles y peligrosas embarcaciones para buscar asilo en Europa.
El conflicto bélico que se desarrolla actualmente en Siria obedece a una trama compleja vinculada con otras guerras ocurridas en Medio Oriente, que se encuentran, a su vez, relacionadas entre sí, lo cual nos demuestra que la problemática regional tiene un mismo comienzo: el conflicto árabe-israelí. De hecho, podemos considerar que se trata de una guerra perpetua con períodos de tregua en los cuales vuelve a emerger de manera impetuosa la violencia como respuesta al problema de fondo sin resolver, esto es, el rechazo a la existencia de Israel.
En 1956, se generó la guerra del Sinaí, en la que se enfrentaron Egipto y la Liga Árabe contra Israel -con Gran Bretaña y Francia como aliados-, al perder este último su única salida al mar Rojo.
Lo que dio origen a las hostilidades fue la nacionalización del canal de Suez por parte de los egipcios. La construcción del canal había sido realizada por Francia y Egipto, pero este vendió a Gran Bretaña su participación. Sin embargo, luego del golpe de Estado que depuso en Egipto al rey Faruq I, el nuevo líder, el general Gamal Abdel, implantó una política de corte socialista que intentó nacionalizar el canal. Esto causó que los británicos tomaran la decisión, junto con los franceses y judíos, de bombardear objetivos militares egipcios para obligarlos a reabrir el canal de Suez. Para el restablecimiento de la paz fue necesaria la intervención de Estados Unidos y la entonces Unión de Repúblicas Socialistas Soviéticas (URSS).
Israel había obtenido el control del monte Sinaí, pero, por presiones de Estados Unidos y la Unión Soviética, se vio obligado a devolverlo a Egipto, que además recuperó el control del canal. No obstante, la alineación de Israel con los países occidentales debe ser entendida como el inicio de un proceso en pro de mayor y mejor armamento para esta nación.
En 1967, Israel atacó por sorpresa a Egipto, Siria y Jordania, en una operación veloz. El nuevo conflicto bélico es conocido como la guerra de los Seis Días. En esta lucha hubo alrededor de quince mil muertos y más de cincuenta mil heridos, lo que propició que la Organización para la Liberación de Palestina (OLP) se replanteara su razón de ser, su esencia misma, lo que a la postre derivó en que tomara un papel mucho más activo en el campo político.
Entre 1982 y 1983 se desató la guerra del Líbano, en la que Israel combatió contra el Líbano y Siria. Israel llevó a cabo la operación militar Paz para Galilea, con la cual los sionistas tenían como objetivo limitar la capacidad de acción de los palestinos, efecto que consiguieron tomando el control de la frontera libanesa. La economía libanesa quedó destrozada.
Actualmente, la situación en Siria no es un pleito aislado, sino todo lo contrario, se trata de un conflicto interconectado con la problemática árabe-israelí, lo que nos deja entrever que es un eslabón más de esta guerra prolongada, que presenta períodos de tregua, pero en la que después de un tiempo la violencia vuelve a recrudecer de manera impetuosa. 